# 简如
简如，春秋中叶人物，長狄鄋瞒部落的首领，僑如、焚如、荣如的弟弟。
前616年（周顷王三年、鲁文公十一年），长兄僑如率领部落进攻齐国、鲁国，被鲁国俘杀。其后其三兄荣如被齐国杀死。简如被卫国人俘虏。次兄焚如率领长狄余部投靠赤狄潞氏，晋国灭亡潞氏时，俘虏焚如。卫师俘获老四简如《左传》并未记录何年，杜预的《春秋左氏经传集解》认为卫师俘获简如和齐人俘获荣如为同一年，齐惠公二年（前607年）。